# Charlotte Riddell
Charlotte Riddell, también conocida como Mrs. J. H. Riddell (30 de septiembre de 1832 - 24 de septiembre de 1906), fue una escritora británica nacida en Irlanda del Norte. Riddell fue de las escritoras más populares e influyentes de la época victoriana. Fue autora de 56 libros, entre novelas y cuentos, y también fue copropietaria y editora de la St. James's Magazine, una de las revistas literarias más prestigiosas de la década de 1860.

## Biografía
Charlotte Riddell nació Charlotte Eliza Lawson Cowan, en Carrickfergus, County Antrim, Irlanda del Norte, el 30 de septiembre de 1832. Era la hija menor de James Cowan, de dicha localidad, que ostentaba el cargo de High Sheriff del condado. Su madre era Ellen Kilshaw, de Liverpool, Inglaterra. 
En el invierno de 1855, cuatro años después de la muerte de su padre, ella y su madre se mudaron a Londres. Su madre murió al año siguiente. 
En 1857, Charlotte se casó con Joseph Hadley Riddell, ingeniero civil, originario de Staffordshire, pero residente en Londres. Se sabe que se trasladaron a vivir a St. John's Lodge, entre Harringay y West Green, Londres, a mediados de la década de 1860, mudándose de nuevo en 1873 ya que toda la zona estaba siendo reconstruida. 
La primera novela de la escritora, The Moors and the Fens, apareció en 1858. Charlotte la publicó bajo el seudónimo de F. G. Trafford, que solo abandonó por su nombre verdadero en 1864. Novelas y cuentos siguieron en rápida sucesión y, entre 1858 y 1902, llegó a publicar treinta volúmenes. El más notable es tal vez George Geith of Fen Court, firmado F. G. Trafford (1864; otras ediciones: 1865, 1886), por el que el editor Tinsley le pagó 800 libras. Esta obra fue dramatizada en 1883 por Wybert Reeve, siendo representada en Scarborough, y posteriormente en Australia. A partir de 1867, Mrs. Riddell fue copropietaria y editora de la St. James's Magazine, publicación inaugurada en 1861 por Mrs. S. C. Hall. Riddell también editó una revista llamada Home en los años sesenta, y escribió cuentos cortos para la Society for the Promotion of Christian Knowledge, así como anuales para la publicación Routledge's Christmas. Sus cuentos alcanzaron menos éxito que sus novelas.
Riddell destacó como escritora de historias de fantasmas. Cinco de sus novelas –Fairy Water, The Uninhabited House, The Haunted River, The Disappearance of Mr. Jeremiah Redworth y The Nun's Curse– tratan de edificios afectados por fenómenos sobrenaturales ("casas encantadas"). Riddell también escribió varias historias breves de fantasmas, como "The Open Door" y "Nut Bush Farm", que se recogieron en el volumen titulado Weird Stories.
Su marido murió en 1880. A pesar de las muchas dificultades por las que atravesaron, sus veintitrés años de vida matrimonial fueron felices. Después de 1886, Charlotte vivió recluida en Upper Halliford, Middlesex. Ella fue la primera pensionista de la Sociedad de Autores de su país, recibiendo una pensión de 60 libras al año, a partir de mayo de 1901. Falleció de cáncer en Ashford, Kent, Inglaterra, el 24 de septiembre de 1906. El matrimonio no había tenido hijos.

## Valoración
Charlotte Riddell introdujo un nuevo elemento en la ficción británica, como era el tema del comercio, que Balzac ya había naturalizado en la novela francesa. La escritora estaba íntimamente familiarizada con la topografía de la ciudad de Londres, donde situó gran parte de sus tramas. Por otra parte, poseía el don poco común de la descripción certera de lugares de los que ella no tenía conocimiento de primera mano. Cuando escribió The Moors and the Fens nunca había estado en la zona que sirve de escenario a la obra.

### Novelas
- Zuriel's Grandchild (1856)
- The Ruling Passion (1857)
- The Moors and the Fens (1857)
- The Rich Husband (1858)
- Too much Alone (1860)
- City and Suburb (1861)
- The World in Church (1862)
- George Geith of Fen Court (1864)
- Maxwell Drewitt (1865)
- Phemie Keller (1866)
- The Race for Wealth (1866)
- Far Above Rubies (1867)
- My First Love (1869)
- Austin Friars (1870)
- Long Ago (1870)
- A Life's Assize (1871)
- How to Spend a Month in Ireland (1872)
- The Earl's Promise (1873)
- Home, Sweet Home (1873)
- Fairy Water (1873)
- Mortomley's Estate (1874)
- The Haunted House at Latchford (también conocida como Fairy Water) (1872)
- The Uninhabited House (1875)
- Above Suspicion (1876)
- The Haunted River (1877)
- Her Mother's Darling (1877)
- The Disappearance of Jeremiah Redworth (1878)
- Maxwell Drewitt (1879)
- The Mystery in Palace Gardens (1880)
- Alaric Spenceley (1881)
- The Senior Partner (1881)
- Struggle for Fame (1883)
- Susan Drummond (1884)
- Berna Boyle: A Love Story of the County Down (1885)
- Mitre Court (1885)
- The Government Official (1887)
- The Nun's Curse (1888)
- Head of the Firm (1892)

### Libros de cuentos
- Frank Sinclair's Wife: And Other Stories (1874)
- Weird Stories (1882)
- Idle Tales (1887)
- Princess Sunshine: And Other Stories (1889)
- Handsome Phil: And Other Stories (1899)
- The Collected Ghost Stories of Mrs J. H. Riddell (1977)

### Cuentos
- Banshee's Warning (1867)
- A Strange Christmas Game (1868)
- Forewarned, Forearmed (1874)
- Hertford O'Donnell's Warning (1874)
- Nut Bush Farm (1882)
- The Old House in Vauxhall Walk (1882)
- Old Mrs Jones (1882)
- The Open Door (1882)
- Sandy the Tinker (1882)
- Walnut-Tree House (1882)
- The Last of Squire Ennismore (1888)
- A Terrible Vengeance (1889)
- Why Dr Cray Left Southam (1889)
- Conn Kilrea (1899)
- The Rusty Sword (1893)
- Diarmid Chittock's Story (1899)
- Handsome Phil (1899)

### Antologías que contienen sus relatos
- The 7th Fontana Book of Great Ghost Stories (1971)
- Victorian Tales of Terror (1972)
- The Penguin Book of Classic Fantasy by Women (1977)
- Gaslit Nightmares (1988)
- 100 Ghastly Little Ghost Stories (1992)
- The Mammoth Book of Haunted House Stories (2000)